# Morotai
La isla Morotai (en indonesio: Pulau Morotai) es una isla del grupo de las islas Molucas, una de las islas situadas más al norte del grupo, al noreste de la gran isla de Halmahera. Tiene una superficie de 2.266 km², siendo la 189ª isla mayor del mundo. Tenía una población de 54.876 personas en 2007.
Administrativamente, la isla pertenece a la provincia de Molucas septentrionales de Indonesia.

## Historia
Durante los siglos XV y XVI, la isla estuvo bajo la influencia musulmana de los poderosos sultanatos de Ternate, núcleo de una gran región que incluía las islas costeras al sur de Morotai. A mediados de siglo XVI, se convirtió en el centro de la misión jesuita portuguesa instalada en la región, que durante más de un siglo, ha causado conflictos entre el gobierno del sultanato y la población cristianizada de la isla, donde algunos se vieron obligados a salir de Morotai a otras islas dentro de la influencia de los sultanatos, donde podrían ser mejor controlados religiosamente.
Durante la mayor parte de la Guerra del Pacífico (1937-1945), en la Segunda Guerra Mundial, Morotai fue una base aérea japonesa. En septiembre de 1944 fue capturada por Estados Unidos y se utilizó como trampolín para la invasión de Filipinas a principios de 1945 y del este de Borneo en la mitad de ese año. También sería la base desde donde se produjo la invasión de Indonesia (entonces Java) en octubre de 1945, una operación que terminó con la rendición de Japón en agosto del mismo año.